# Bonatea antennifera
Bonatea antennifera är en orkidéart som beskrevs av Robert Allen Rolfe. Bonatea antennifera ingår i släktet Bonatea och familjen orkidéer. Inga underarter finns listade i Catalogue of Life.

## Bildgalleri

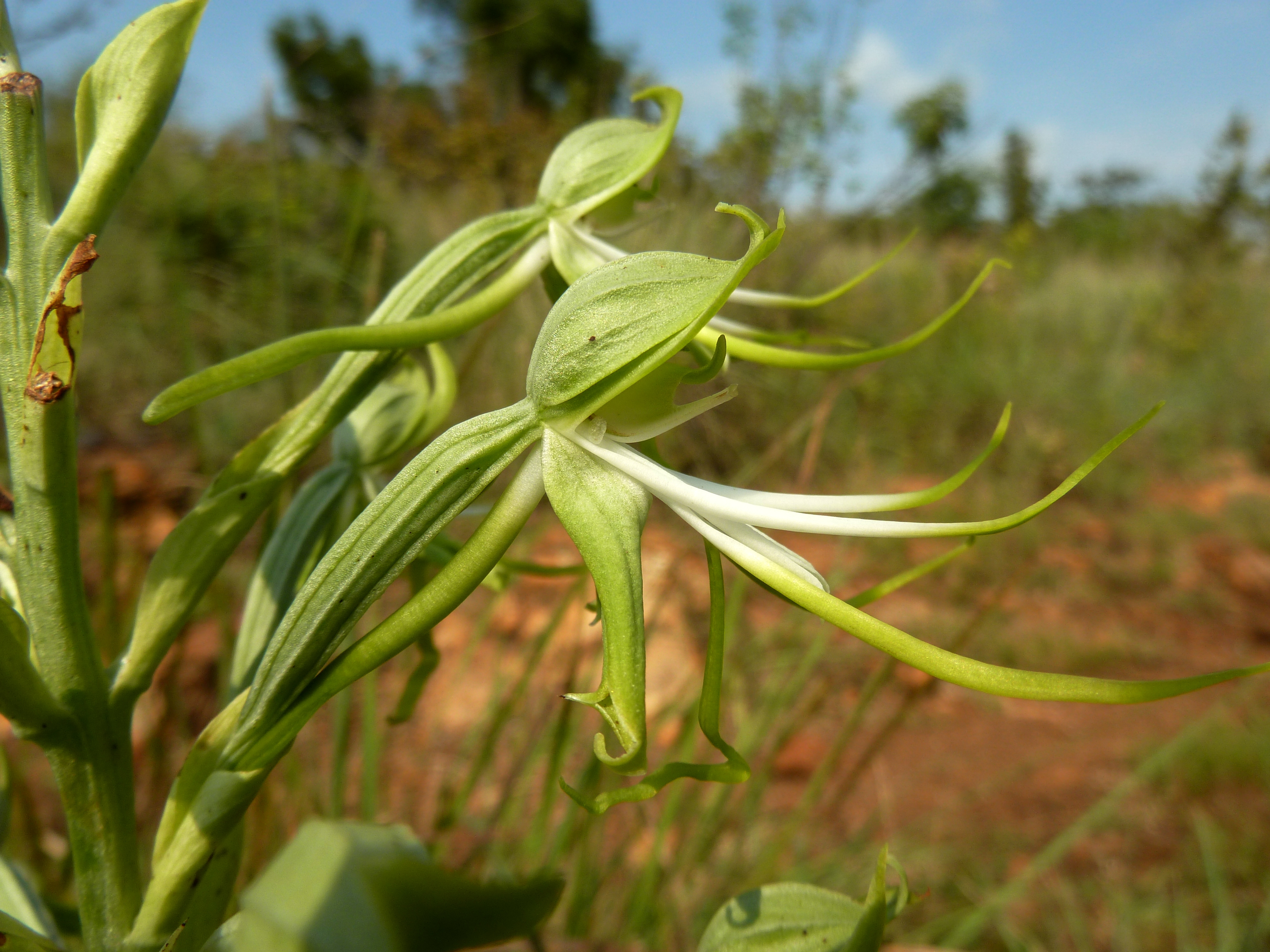
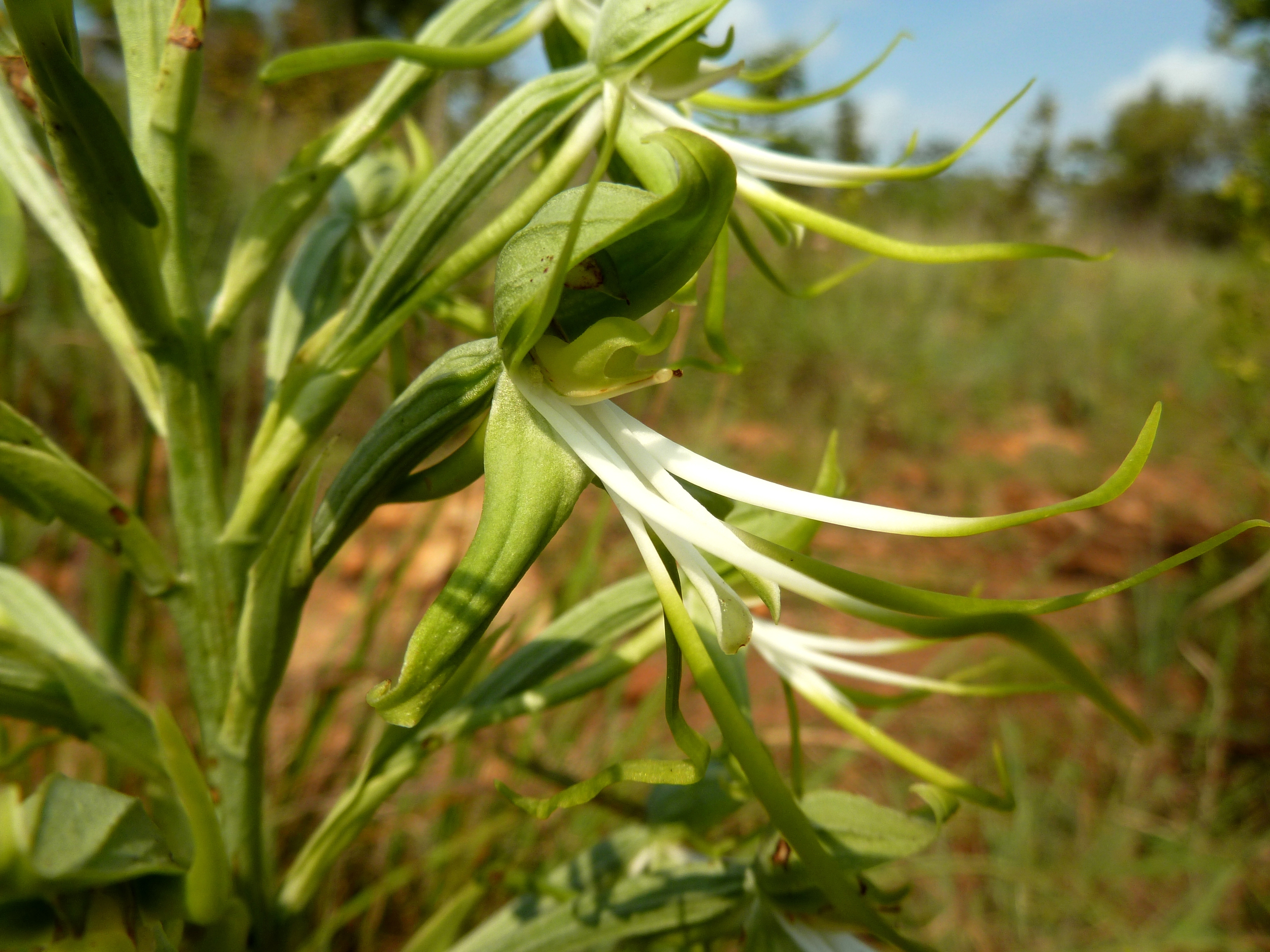
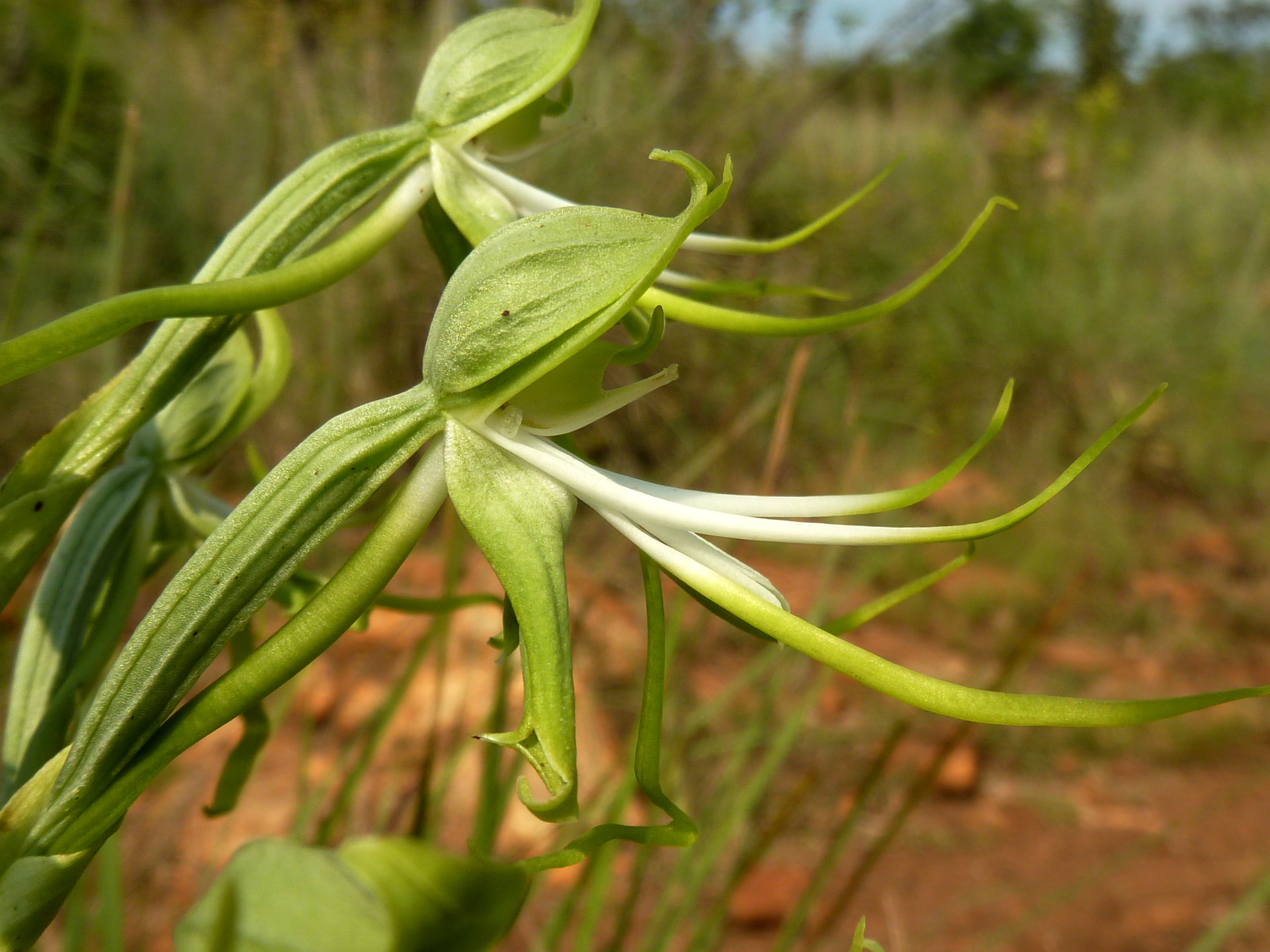